# ليسكوفاتس
يسكوفاتش (السيريليه الصربيه : лесковац) هي مدينة وبلدية تقع في جنوب صربيا في 43,00 درجة شمال، 21,95 درجة شرق. ومن المركز الإدارى للمقاطعة يابلانيتشا صربيا. يسكوفاتش يمكن الوصول اليها من بلغراد قبل e75 الطريق السريع إلى جمهورية مقدونيا.

## المناخ
يظهر الجدول التالي التغييرات المناخية على مدار السنة لليسكوفاتس:
| البيانات المناخية لـليسكوفاتس                          | البيانات المناخية لـليسكوفاتس | البيانات المناخية لـليسكوفاتس | البيانات المناخية لـليسكوفاتس | البيانات المناخية لـليسكوفاتس | البيانات المناخية لـليسكوفاتس | البيانات المناخية لـليسكوفاتس | البيانات المناخية لـليسكوفاتس | البيانات المناخية لـليسكوفاتس | البيانات المناخية لـليسكوفاتس | البيانات المناخية لـليسكوفاتس | البيانات المناخية لـليسكوفاتس | البيانات المناخية لـليسكوفاتس | البيانات المناخية لـليسكوفاتس |
| الشهر                                                  | يناير                         | فبراير                        | مارس                          | أبريل                         | مايو                          | يونيو                         | يوليو                         | أغسطس                         | سبتمبر                        | أكتوبر                        | نوفمبر                        | ديسمبر                        | المعدل السنوي                 |
| ------------------------------------------------------ | ----------------------------- | ----------------------------- | ----------------------------- | ----------------------------- | ----------------------------- | ----------------------------- | ----------------------------- | ----------------------------- | ----------------------------- | ----------------------------- | ----------------------------- | ----------------------------- | ----------------------------- |
| الدرجة القصوى °م (°ف)                                  | 20.0 (68.0)                   | 25.0 (77.0)                   | 27.8 (82.0)                   | 32.6 (90.7)                   | 34.5 (94.1)                   | 38.6 (101.5)                  | 43.7 (110.7)                  | 41.3 (106.3)                  | 36.8 (98.2)                   | 32.4 (90.3)                   | 28.6 (83.5)                   | 21.4 (70.5)                   | 43.7 (110.7)                  |
| متوسط درجة الحرارة الكبرى °م (°ف)                      | 4.4 (39.9)                    | 7.1 (44.8)                    | 12.7 (54.9)                   | 18.0 (64.4)                   | 23.2 (73.8)                   | 26.5 (79.7)                   | 29.1 (84.4)                   | 29.4 (84.9)                   | 24.5 (76.1)                   | 18.8 (65.8)                   | 11.3 (52.3)                   | 5.6 (42.1)                    | 17.6 (63.7)                   |
| المتوسط اليومي °م (°ف)                                 | 0.0 (32.0)                    | 1.7 (35.1)                    | 6.4 (43.5)                    | 11.4 (52.5)                   | 16.4 (61.5)                   | 19.7 (67.5)                   | 21.6 (70.9)                   | 21.2 (70.2)                   | 16.3 (61.3)                   | 11.2 (52.2)                   | 5.5 (41.9)                    | 1.4 (34.5)                    | 11.1 (52.0)                   |
| متوسط درجة الحرارة الصغرى °م (°ف)                      | −3.7 (25.3)                   | −2.7 (27.1)                   | 1.1 (34.0)                    | 5.2 (41.4)                    | 9.7 (49.5)                    | 13.0 (55.4)                   | 14.3 (57.7)                   | 13.9 (57.0)                   | 10.1 (50.2)                   | 5.9 (42.6)                    | 1.2 (34.2)                    | −2.0 (28.4)                   | 5.5 (41.9)                    |
| أدنى درجة حرارة °م (°ف)                                | −30.5 (−22.9)                 | −26.8 (−16.2)                 | −18.2 (−0.8)                  | −6.1 (21.0)                   | −1.7 (28.9)                   | 2.7 (36.9)                    | 5.4 (41.7)                    | 4.4 (39.9)                    | −3.8 (25.2)                   | −8.7 (16.3)                   | −19.6 (−3.3)                  | −21.7 (−7.1)                  | −30.5 (−22.9)                 |
| الهطول مم (إنش)                                        | 42.2 (1.66)                   | 45.7 (1.80)                   | 45.9 (1.81)                   | 60.5 (2.38)                   | 55.8 (2.20)                   | 64.1 (2.52)                   | 44.2 (1.74)                   | 47.3 (1.86)                   | 51.4 (2.02)                   | 51.1 (2.01)                   | 61.9 (2.44)                   | 55.2 (2.17)                   | 625.4 (24.62)                 |
| متوسط أيام هطول الأمطار (≥ 0.1 mm)                     | 13                            | 13                            | 12                            | 13                            | 13                            | 11                            | 8                             | 7                             | 9                             | 10                            | 12                            | 14                            | 137                           |
| متوسط الأيام المثلجة                                   | 9                             | 8                             | 5                             | 1                             | 0                             | 0                             | 0                             | 0                             | 0                             | 0                             | 3                             | 8                             | 35                            |
| متوسط الرطوبة النسبية (%)                              | 82                            | 77                            | 70                            | 68                            | 69                            | 68                            | 65                            | 66                            | 73                            | 77                            | 81                            | 83                            | 73                            |
| ساعات سطوع الشمس الشهرية                               | 66.6                          | 90.1                          | 145.6                         | 168.0                         | 224.3                         | 255.3                         | 296.8                         | 288.6                         | 207.4                         | 147.3                         | 85.4                          | 50.9                          | 2٬026٫1                       |
| المصدر: Republic Hydrometeorological Service of Serbia |                               |                               |                               |                               |                               |                               |                               |                               |                               |                               |                               |                               |                               |

## توأمة
لليسكوفاتس اتفاقيات توأمة مع كل من:
- كيوستينديل
- نوفو ميتسو
- بلوفديف [7]
- سيليسترا
- كومانوفو
- كوتايسي
- لويانغ
- أوكاياما
- البتراء
- بوزنان

## أعلام
- لويس
- بويان ديميتريفيتش
- إيدي سينادينوفيتش
- ستيفان يانكوفيتش
- بيتار كرستيتش

## وصلات خارجية
- مدينة يسكوفاتش -- الموقع الرسمي على الإنترنت باللغة العربية